# アンドレ・ベセット
アンドレ・ベセット（André Bessette、本名・アルフレッド・ベセット、1845年8月9日 - 1937年1月6日）はカナダ・モントリオールのカトリック教会の修道士、聖人。通称、「フレール・アンドレ」（フレールとは、フランス語で「兄弟」即ちブラザーのこと）と呼ばれる。

## 生涯
彼はカナダ・モントリオール近郊の小さな村の貧しい農家の12人兄弟の一人として生まれた。父は樵をしていたが1855年、事故で亡くなり、その2年半後に母が亡くなる。幼少の頃から母から聖ヨセフの信心を教えられて育ち、それが後に彼を大きく動かす原動力となる。20歳でアメリカに出稼ぎに行き、22歳の頃、帰国し「聖十字架修道会」という男子修道会に入会、修道士として誓願を立て、修道名を「アンドレ」にし、主に修道会経営の学校の門番、および洗濯係を勤めた。
ある日の事、壊疽を患った同僚の修道士が切断の危機にさらされアンドレは修道院内の聖堂に安置されている聖ヨセフ像の前に置かれている香油をその修道士の足に塗った。すると、同僚の修道士の足は奇跡的に完治され、その噂は瞬く間に広まり連日、その奇跡を求めて大勢の信者が修道院を訪れるようになった。アンドレは巡礼に訪れる人々を受け入れ、彼らにその香油を塗り、癒しをもたらした。奇跡を起こした香油は後に「聖ヨセフの香油」を呼ばれるようになった。やがて、大聖堂が建立され資金から建設にいたるまで順調に進み、1917年に完成した。
生来、病弱であったアンドレは聖ヨセフに対する崇敬を守り91歳まで長命を保ち、1937年1月6日に死去。彼を聖人に懇願する声が大きくなり、1982年5月23日、ローマ教皇ヨハネ・パウロ2世によって列福され、2010年10月17日、ベネディクト16世によって列聖された。